# Règle de L'Hôpital sur la monotonie
En analyse réelle, les règles de L'Hôpital sur la monotonie (en anglais L'Hospital rules for monotonicity ou LMR) sont des relations liant le sens de variation d'un quotient de deux fonctions numériques au sens de variation du quotient de leurs dérivées. Elles portent le nom de règles de L'Hôpital en référence à la règle de L'Hôpital liant la limite du quotient de deux fonctions tendant vers zéro à la limite du quotient de leurs dérivées. Elles sont utilisés pour déterminer plus facilement des sens de variations et démontrer des inégalités,,.

## Règle première
Théorème — Soient a < b deux réels et soient f et g deux fonctions continues sur [a,b] et dérivables sur ]a,b[. Si l'on suppose que g' n'est jamais nulle (donc garde un signe constant) et si l'on a f(a) = g(a) = 0 alors, si f'/g' est croissante ou décroissante sur ]a,b], il en est de même de f/g.
Remarque : ce théorème est aussi valable lorsqu'on remplace l'hypothèse f(a) = g(a) = 0 par f(b) = g(b) = 0. Il se généralise à des fonctions définies et dérivables sur ]a,b[ où a et b peuvent valoir +∞ ou –∞. L'hypothèse porte alors sur la limite de f et g en a ou en b.
La démonstration fait appel au théorème des accroissements finis généralisé dans un simple calcul de dérivée d'un quotient.

## Variantes
Si aucune condition n'est posée sur la valeur de f et g aux bornes de l'intervalle, on peut encore, dans certaines circonstances, déduire du sens de variation de f'/g' celui de f/g. Ainsi pour les cas de fonctions dérivables sur ]a,b[ de dérivées continues :
- si f'/g' est croissante et gg'  > 0, ou si f'/g' est décroissante et gg'  < 0, alors f/g est soit monotone, soit décroissante puis croissante ;
- si f'/g' est décroissante et gg'  > 0, ou si f'/g' est croissante et gg'  < 0, alors f/g est soit monotone, soit croissante puis décroissante.